# 希腊现代艺术

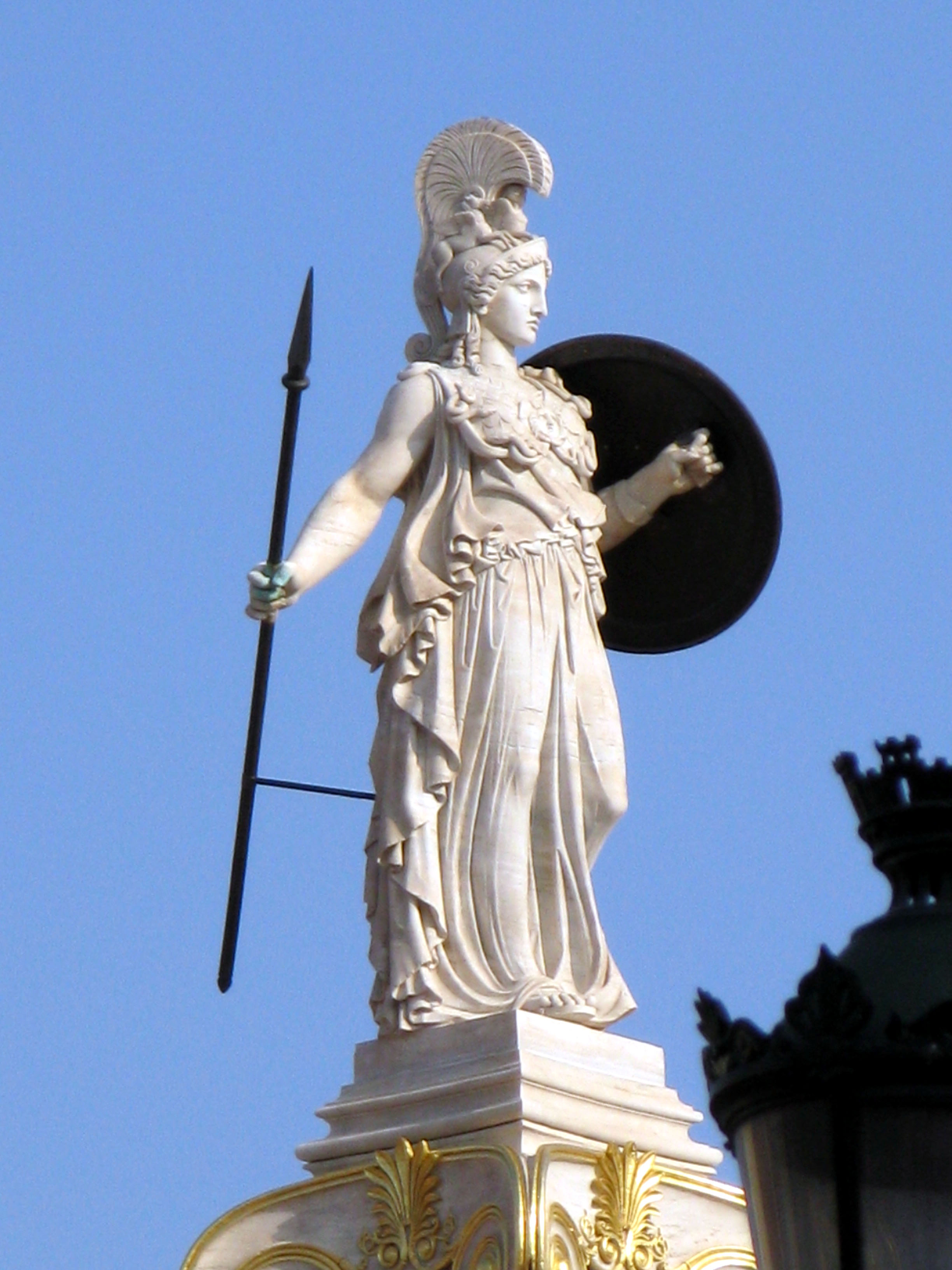
在雅典科学院门前伫立的雅典娜肖像

希腊现代艺术是指自希腊独立到二十世纪末这一段时间的艺术。由于希腊被奥斯曼皇帝统治了将近四个世纪，它错过了文艺复兴和随后在西欧兴起的艺术家运动。然而，对于克里特岛和爱奥尼亚群岛兩座希腊岛屿，因其长期被威尼斯人和其他欧洲力量统治，故能更好地接受在14到18世纪欧洲所发生的艺术革命。在希腊的艺术运动中，克里特学校和爱奥尼亚学校是两个典型，它们与西欧同步並進。就这样，在新兴的希腊社会中存在着各种艺术潮流。希腊现代艺术可被认为是由当时希腊特殊的社会经济环境塑造的：大量的希腊人散居欧洲，新兴的社会精英，以及主要来自法国和德国的外部艺术思潮的影响。

## 雕塑和绘画

### 19世纪
慕尼黑画派

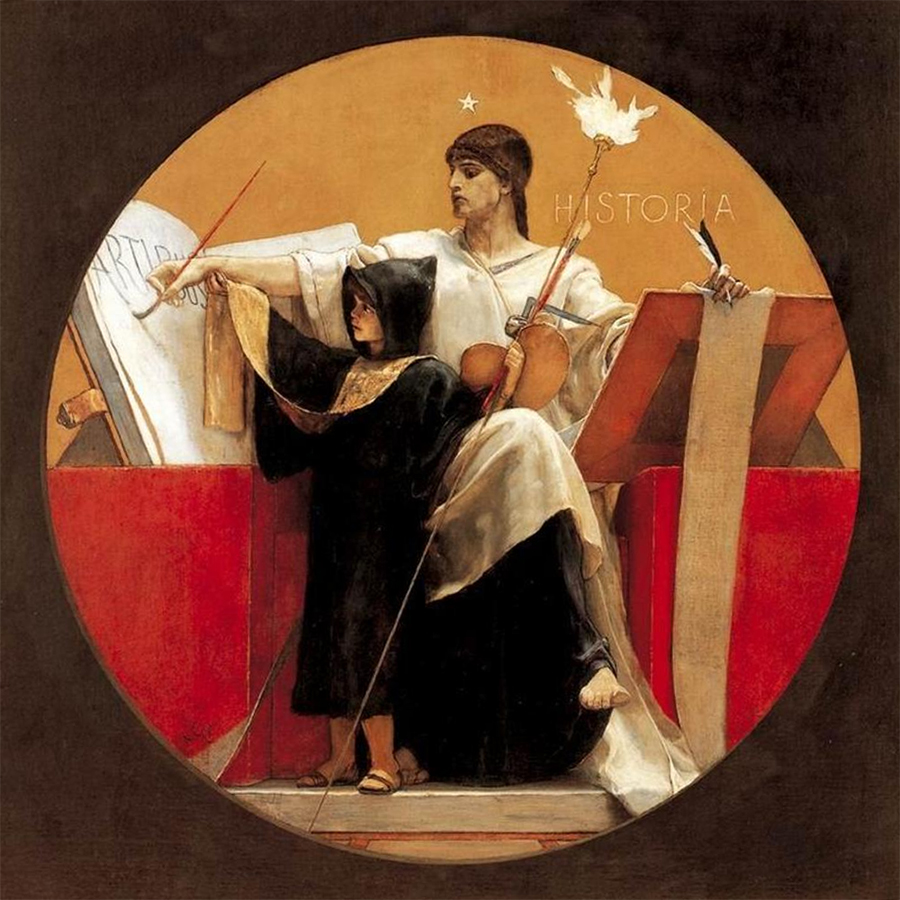
历史 (历史的寓言)
尼古拉斯·吉热斯 (1892).

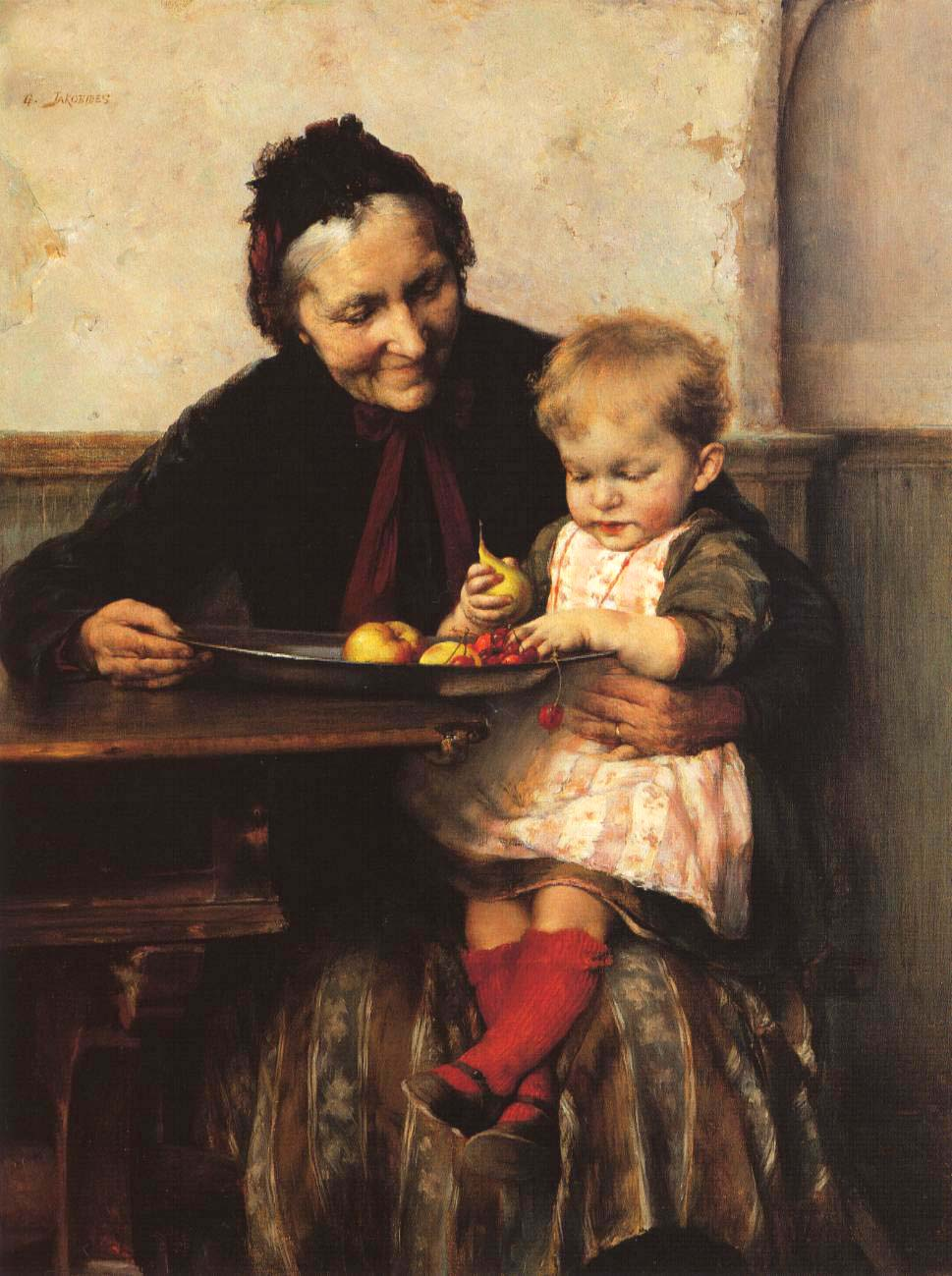
祖母的甜心 Georgios Jakobides.

现代希腊艺术大约在浪漫主义时期开始发展。他们受到了革命理想以及希腊的地理和历史特质的激发。希腊的艺术家从他们的欧洲同行那里吸收了许多元素，从而发展出了独特的希腊浪漫主义艺术的高潮。在奥斯曼土耳其帝国的统治结束后，新独立的希腊国内没什么艺术教育的机会，所以对艺术家们来说，出国学习便变得十分重要了。在那个时候，慕尼黑作为一个重要的国际艺术中心，是大多数19世纪希腊艺术家选择学习之所。早期希腊画家与慕尼黑艺术结下了学术与个人的双重联系，这促使了慕尼黑学派绘画的诞生。尼古拉斯·吉热斯是一位在慕尼黑的学院派当中非常重要的老师和艺术家。他很快就成为了希腊艺术家当中的领袖人物。学院派，写实主义，浮世绘，中上产阶级肖像画，静物画以及风景画这些具有印象派特点的绘画，在19世纪末就被象征主义，青年风格，艺术新浪潮运动取代了。而这些都可以在尼古拉斯·吉热斯，Aristeas及其他人的作品里找到线索。希腊杰出的慕尼黑派画家也代表了20世纪初的现代主义。许多慕尼黑派艺术家选择了希腊的日常生活，风土民俗或是生活状况作为他们表现的主题。几个非常重要的画家就是在这时崭露头角的。Theodoros Vryzakis专攻历史画，尤其受到1821年希腊独立战争的启发。Nikiphoros Lytras则专注于对希腊式生活的写实描绘。Georgios Jakobides将他的注意放在婴幼儿身上，之后他成为了新雅典国家画廊的第一位主管。Georgios Roilos是另一位在慕尼黑派时期重要的画家，尤其是他的早期。Konstantinos Volanakis受到希腊海的启发非常大。 其他与慕尼黑派相关，并值得注意的画家有，Symeon Sabbides, Yannoulis Chalepas, Leonidas Drosis，以及一些在慕尼黑学习的现代派画家，如Theofrastos Triantafyllidis, Jorgos Busianis, 和 Giorgio de Chirico.
巴黎画派

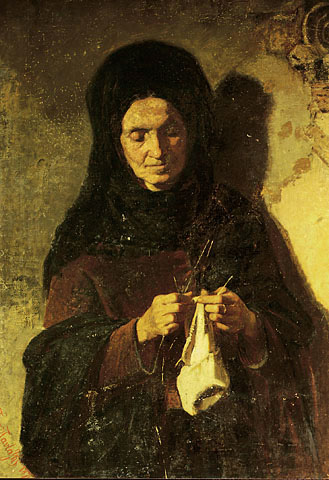
女士的针织 Périclès Pantazis.

有一些希腊画家选择在巴黎学习绘画。除了居住在法国首都并且遵循法国艺术学院的习画指导，他们还表现出了自己对艺术的见解。Jacob Rizos对表现女性的优雅情有独钟，Theodoros Rallis 则是喜欢描绘东方东正教场面，而Nikolaos Xydias Typaldos则是钟于肖像画，静物与浮世绘。在这个时期的巴黎先锋印象派运动正如火如荼地开展着，但是大部分的希腊画家还是钟于他们老师的理念，只有一小部分的绘画展现了此种倾向。第一位希腊印象主义画家是Périclès Pantazis，在巴黎度过学习生涯后，他定居在了比利时，并成为了新浪潮运动中一个叫做de la pâte的小圈子一员。
宗教主题绘画
许多该时期的希腊艺术家也受到El Greco的风格启发，特别是在宗教主题绘画的创造中。这其实与希腊的现代世俗艺术理念有关，它更多地借鉴了许多经典的风格，宗教艺术就借鉴了拜占庭或受拜占庭启发的艺术形式。此外，18世纪末19世纪初的爱奥尼尔岛的艺术家扮演了非常重要和具有先锋性质的角色。他们从意大利文艺复兴和巴洛克时代的画室那里汲取了养分。随着他们在新方向和新目标上不懈地努力，19世纪第一个十年中的希腊艺术家们持续在世界范围内崭露头角，他们在希腊的传统艺术与欧洲画界间重新建立起联系（特别是与慕尼黑画派），而这个时期的典型例子包括了Theodoros Vryzakis和 Nikiphoros Lytras的作品。

### 20世纪
20世纪初，画家们纷纷开始研究起光线和色彩，风景绘画大行其道。. 慕尼黑的吸引力变弱，与之相反，巴黎成为当时艺术家最向往的地方。20世纪初的时候，毕加索的好朋友Demetrios Galanis在法国收获赞誉并成为法兰西文学院的终身成员。之后，Nikos Engonopoulos 因其在绘画和诗歌中运用超现实主义原理而闻名于世。同时在20世纪60年代Dimitris Mytaras和Yiannis Psychopedis开始支持欧洲批判现实主义。在20世纪前期，对于那些艺术领导者而言，印象主义是最原始的影响。在20世纪前期，印象主义最先影响了艺术的领军人物Konstantinos Parthenis和Konstantinos Maleas, 而Nikiphoros Lytras与之慕尼黑先锋派则构成了我们所知的慕尼黑传统画派在希腊艺术中的最后联系。而后，这些画家朝进一步向其他方向发展，但总归是在进步运动在希腊发展的框架之内。
渐渐地，印象派等其他现代学派增加了自己的影响力。早在20世纪，希腊艺术家就开始从慕尼黑转移到巴黎。希腊画家的兴趣从希腊史诗转向了希腊的自然风景，并开始着重表现光线和色彩。这种艺术变化的代表有 Konstantinos Parthenis, Konstantinos Maleas, Nikiphoros Lytras以及Georgios Bouzianis. 尤其是Konstantinos Parthenis，他引进了历史，宗教和神话元素到现代希腊艺术分类当中。由于Yiannis Tsarouchis, Yiannis Moralis, Nikos Hadjikyriakos-Ghikas, Spyros Vassiliou, Alekos Kontopoulos (将抽象引入希腊绘画中)和Spyros Papaloukas的出现，20世纪30年代对于希腊画家变得具有里程碑意义。这些画家主要尝试着将欧洲先锋的趋势与希腊传统结合起来。

## 20世纪和21世纪著名的艺术家
在20世纪后半期，我们已经有了许多广受好评的希腊艺术家，如法国荣誉军团勋章的获得者Constantine Andreou，国际著名雕塑家Thodoros Papadimitriou。乔治·德·基里科是一个有影响力的预超现实主义希腊裔意大利画家，他创立形而上式的艺术。Jannis Kounellis是貧窮藝術运动的先驱。塞奥佐罗斯·斯塔莫斯（Theodoros Stamos）是一位著名的抽象表现主义画家。塔基斯(Takis)，Chrysa和Constantin Xenakis是国际知名的仿生雕塑家。其他著名的的希腊艺术家有Hermon di Giovanno，瓦罗特索斯（Varotsos），Dimitris Mytaras，Fassianos，Theocharis More，Dimitris Koukos的（1948  - ），Nikos Stratakis，Steven Antonakos，Kostas Tsoklis，Nikos Hadjikyriakos-Ghikas，Thanassis Stephopoulos，Aggelika Korovessi，和Yiannis Melanitis。

## 画作列表

Konstantinos Volanakis , 停泊的船.
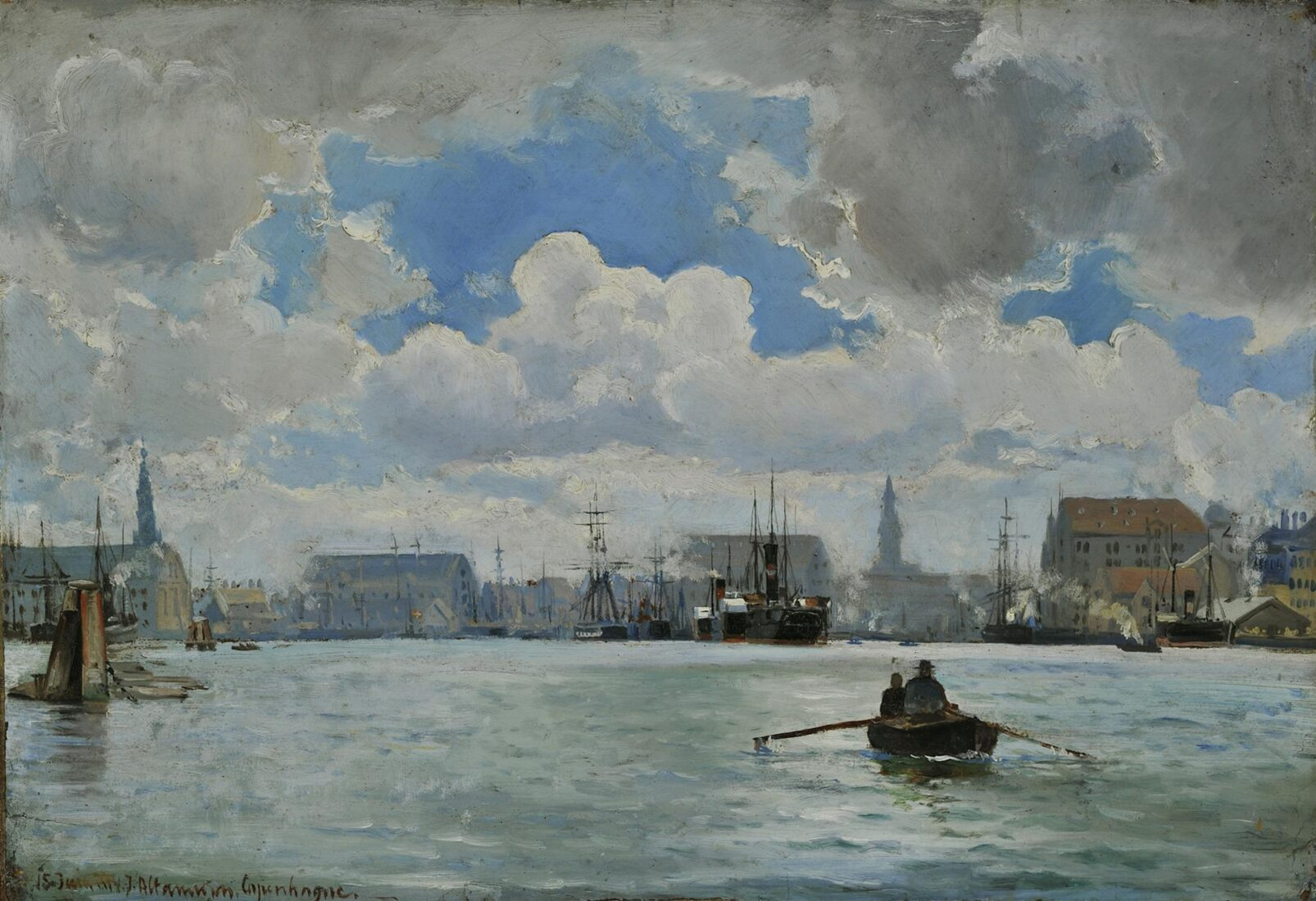
Ioannis Altamouras , 哥本哈根的港口.
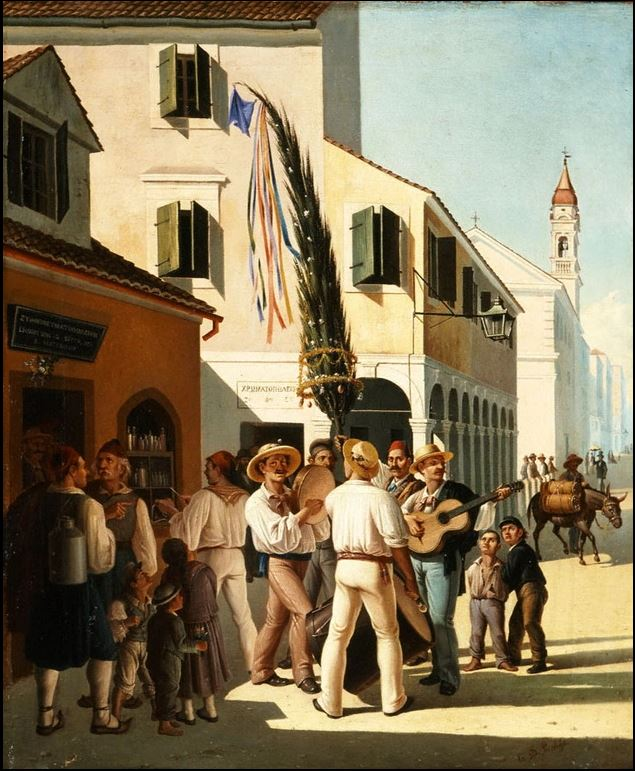
Charalambos Pachis , 克基拉岛的狂欢节.
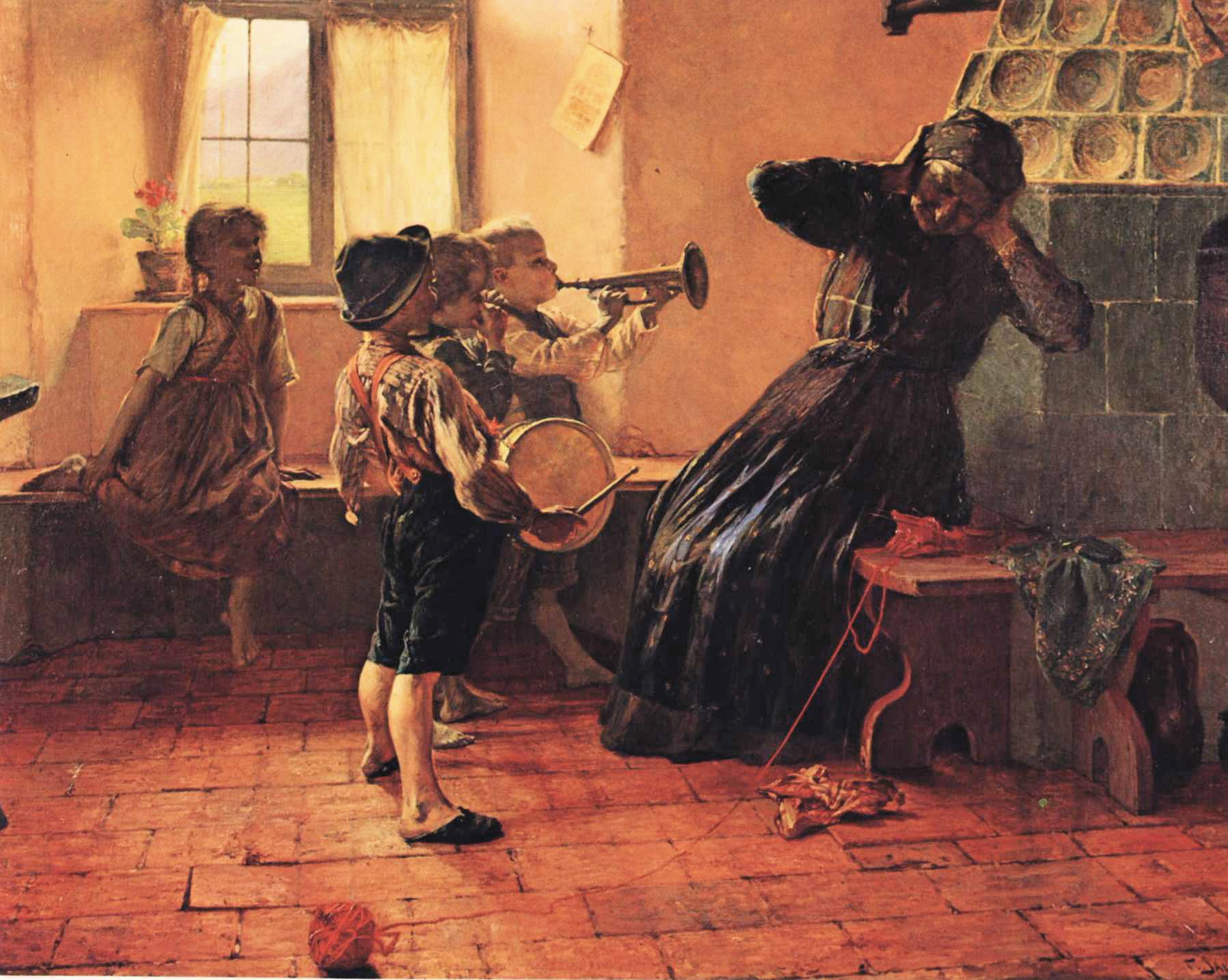
Georgios Jakobides , 儿童的演奏会.
Nikolaus Gyzis , 用心学习.
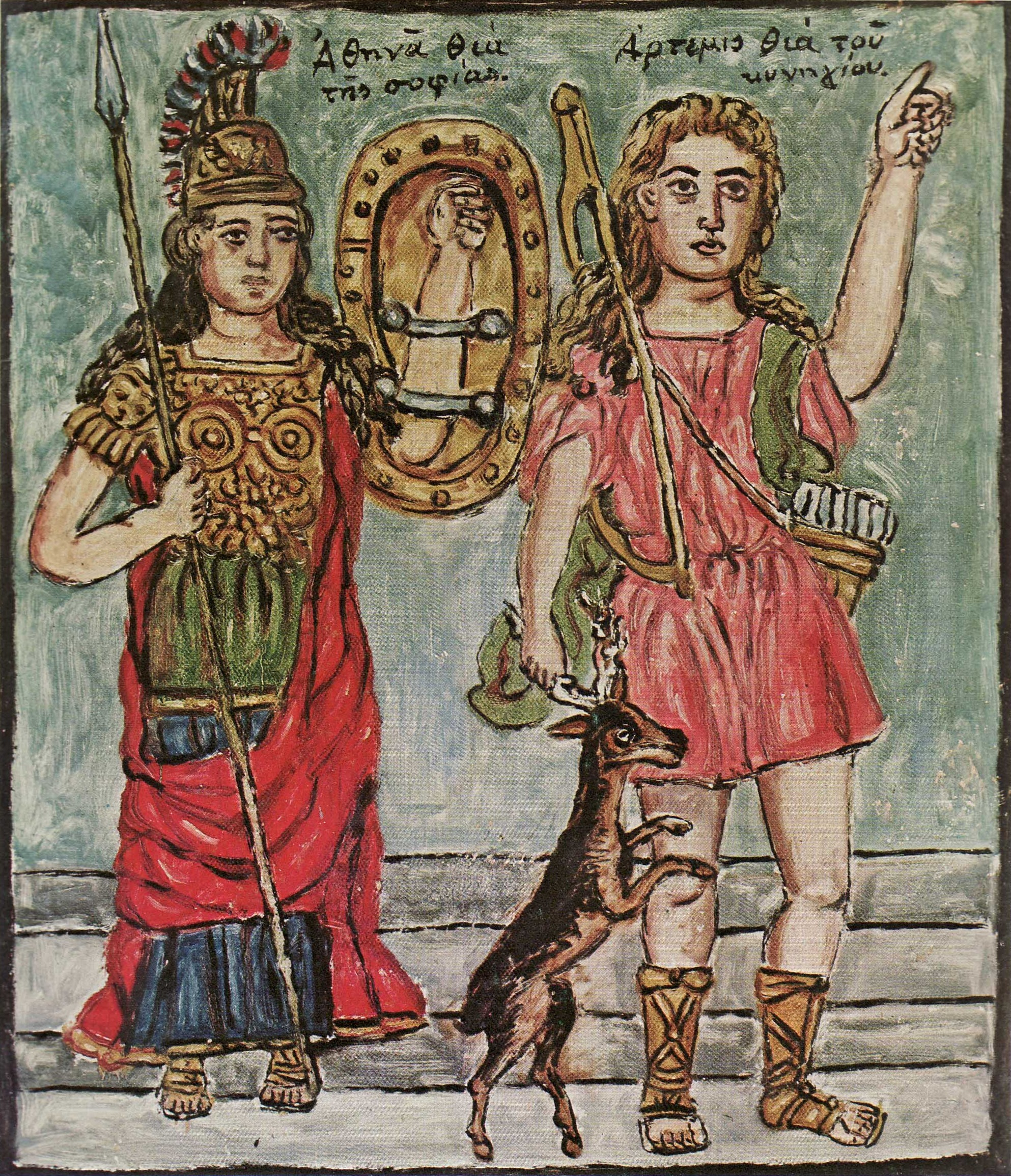
Theofilos Hatzimichail , 雅典娜和阿尔忒弥斯.
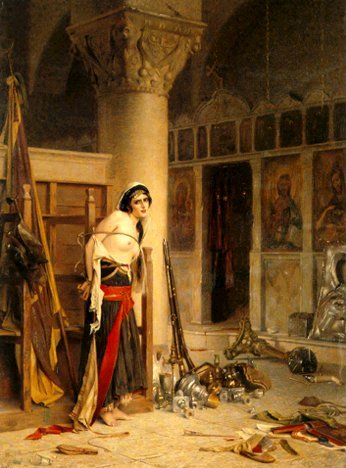
Theodoros Rallis , 战利品.
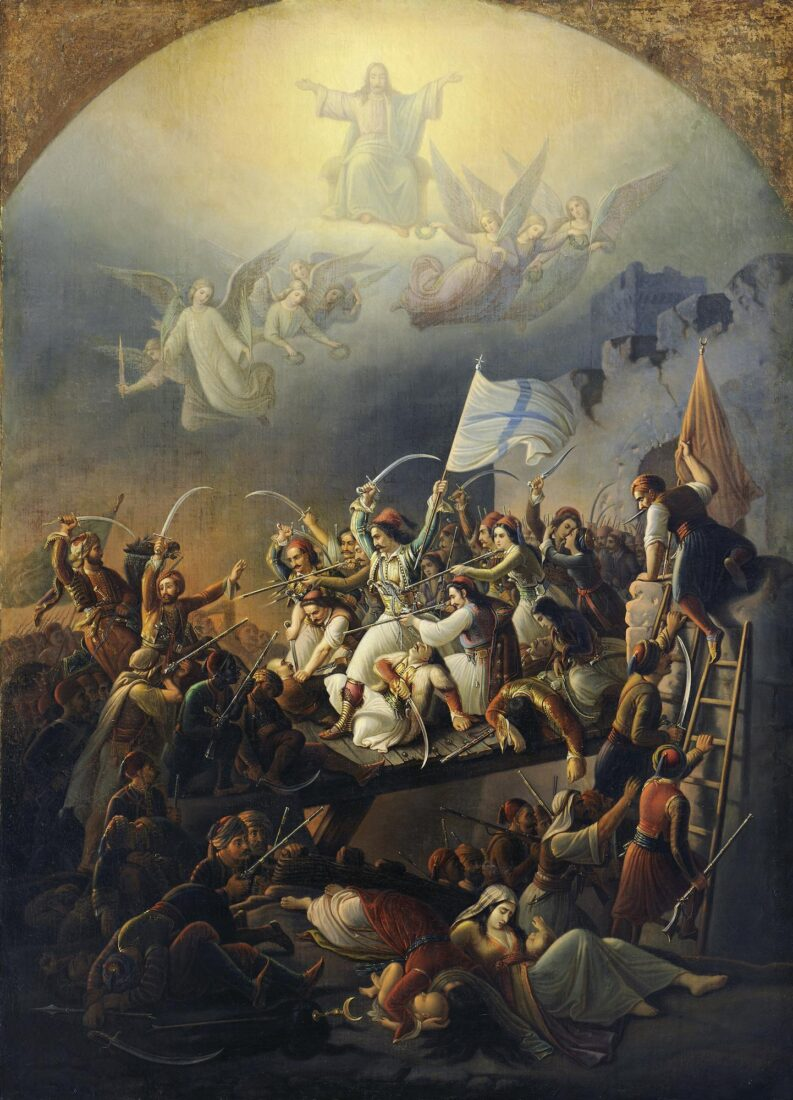
Theodoros Vryzakis , 迈索隆基的出击.
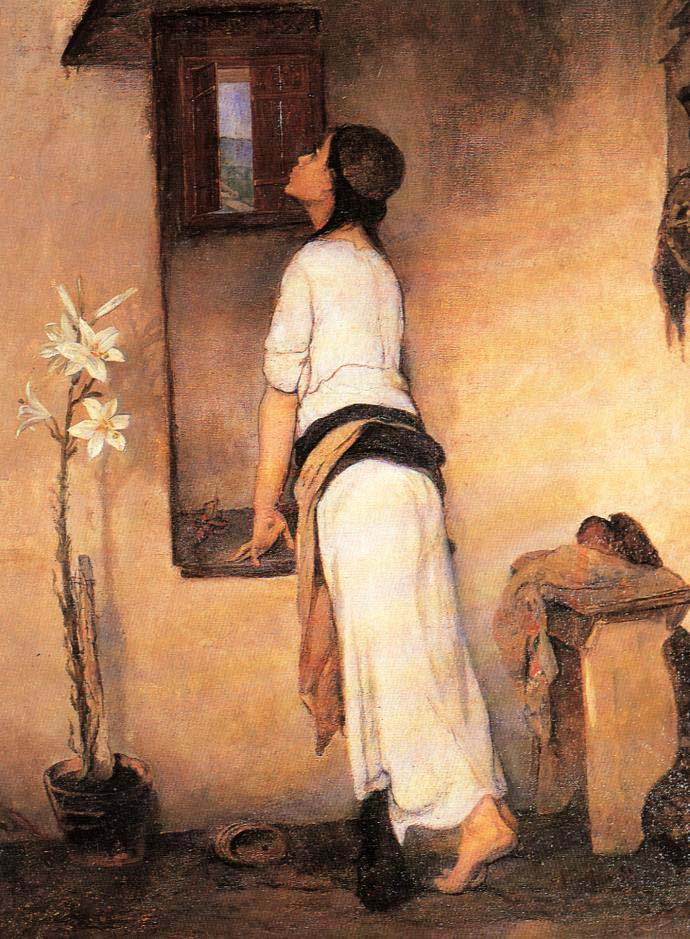
Nikiphoros Lytras , 等待.
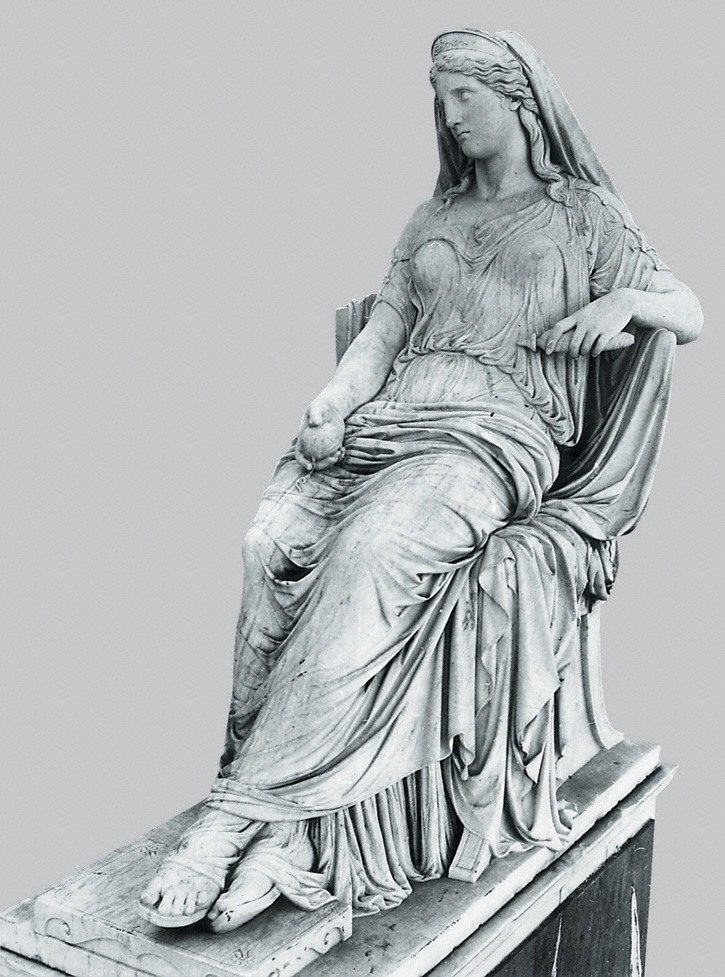
佩内洛普 , Leonidas Drosis .
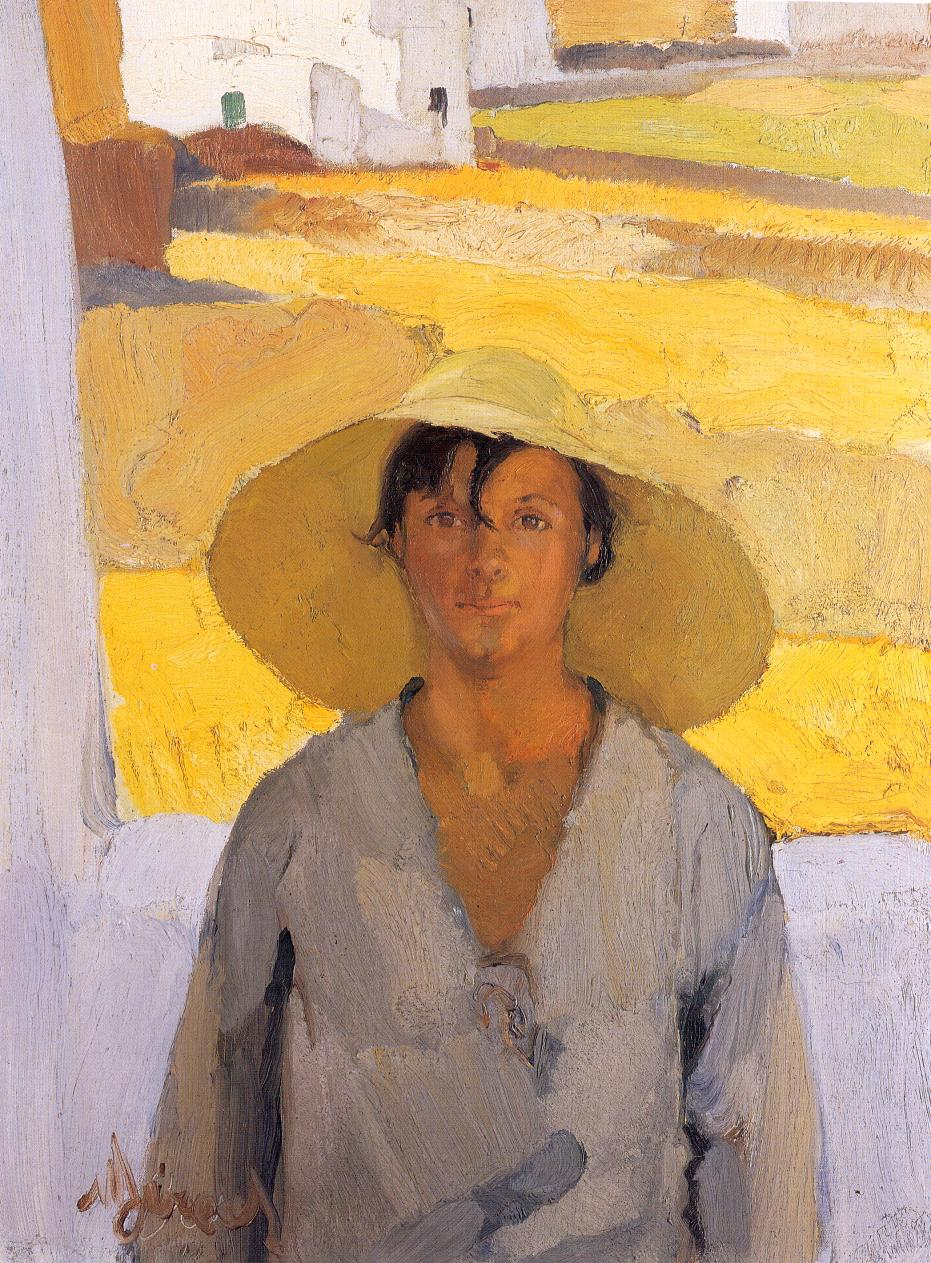
Nikolaos Lytras , 草帽.
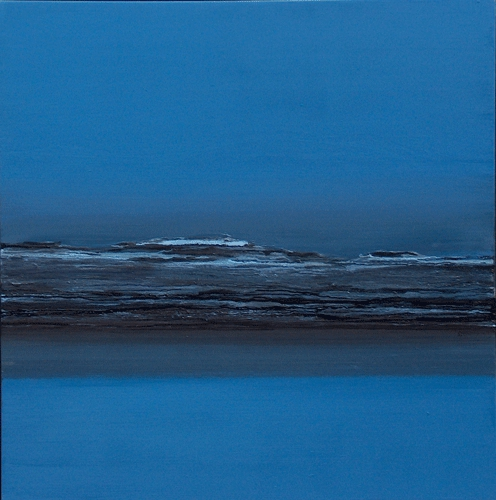
沉思爱琴海 , Thanassis Stephopoulos .

## 参看
- 希腊文化
- 希腊艺术
- 希腊电影
- 希腊舞蹈
- 希腊文学
- 希腊影月